# Pont de Portaïkós
Le pont de Portaïkós (grec moderne : Γέφυρα Πορταϊκού) est un pont en pierre datant de la période ottomane enjambant la rivière de Portaïkós (el) dans le district régional de Tríkala, en Thessalie, en Grèce.
Le pont est situé au niveau du 22e kilomètre de la route nationale entre Tríkala et Árta, à proximité du village de Pýli. Il est construit en 1514 par le métropolite de Lárissa, Saint Bessarion (en), et jusqu'en 1936, il constitue la seule voie reliant la plaine de Thessalie aux localités du massif montagneux du Pinde, en empruntant le col avoisinant de Pórta. Il reste à ce jour le deuxième plus grand pont de Thessalie datant d'avant le XXe siècle.
Le pont est constitué d'une seule arche de forme semi-circulaire d'une portée de 29 mètres et d'un tablier de 2,1 mètres de large. Le pont est construit en maçonnerie de moellons, à l'exception de la corniche, qui est construite en grès taillé. Le pont conserve sa forme d'origine à l'exception des travaux d'entretien effectués au fil des ans, qui ont inclus, entre autres, la reconstruction du parapet.